# Ficus lasiocarpa
Ficus lasiocarpa là một loài thực vật có hoa trong họ Moraceae. Loài này được Miq. mô tả khoa học đầu tiên năm 1861.